# Knattspyrnufélag Akureyrar
Knattspyrnufélag Akureyrar – islandzki klub sportowy z siedzibą w mieście Akureyri leżącym na północy Islandii.
Piłkarska sekcja klubu w 1989 roku wywalczyła tytuł mistrza Islandii.
W klubie działają również sekcje judo, piłki ręcznej i piłki siatkowej.

## Sekcja piłkarska

### Sukcesy
- Mistrzostwo Islandii (1): 1989
- Puchar Islandii (1): 2024
- Finał Pucharu Islandii (4): 1992, 2001, 2004, 2023

## Europejskie puchary
Legenda do wszystkich tabel:
- Q – runda eliminacyjna, 1/16, 1/8, 1/4, 1/2 – odpowiednia faza rozgrywek, Grupa – runda grupowa, 1r gr – pierwsza runda grupowa, 2r gr – druga runda grupowa, F – finał, R – runda, PO – play-off
- k. – rzuty karne, los. – losowanie, Dogr. – dogrywka, w. – zasada bramek strzelonych na wyjeździe

| Sezon   | Rozgrywki               | Runda | Przeciwnik           | Dom | Wyjazd | Ogólnie     |
| ------- | ----------------------- | ----- | -------------------- | --- | ------ | ----------- |
| 1990/91 | Puchar Europy           | 1R    | CSKA Sofia           | 1–0 | 0–3    | 1–3         |
| 2003    | Puchar Intertoto        | 1R    | FK Sloboda Tuzla     | 1–1 | 1–1    | 2–2, k: 2–3 |
| 2023/24 | Liga Konferencji Europy | 1Q    | Connah’s Quay Nomads | 2–0 | 2–0    | 4–0         |
| 2023/24 | Liga Konferencji Europy | 2Q    | Dundalk              | 3–1 | 2–2    | 5–3         |
| 2023/24 | Liga Konferencji Europy | 3Q    | Club Brugge          | 1–5 | 1–5    | 2–10        |
| 2025/26 | Liga Konferencji        | 2Q    | Silkeborg            | 2–3 | 1–1    | 3–4, Dogr.  |

## Bilans ligowy od sezonu 1977
| Sezon | Liga    | Pozycja | Punkty | Bramki | Uwagi                     |
| ----- | ------- | ------- | ------ | ------ | ------------------------- |
| 1977  | II liga | 2       | 27     | 54:26  | awans                     |
| 1978  | I liga  | 8       | 11     | 14:38  |                           |
| 1979  | I liga  | 9       | 12     | 21:35  | spadek                    |
| 1980  | II liga | 1       | 31     | 61:15  | awans                     |
| 1981  | I liga  | 7       | 18     | 22:18  |                           |
| 1982  | I liga  | 10      | 14     | 18:24  | spadek                    |
| 1983  | II liga | 2       | 25     | 31:21  | awans                     |
| 1984  | I liga  | 10      | 16     | 23:39  | spadek                    |
| 1985  | II liga | 3       | 36     | 36:17  |                           |
| 1986  | II liga | 2       | 37     | 54:15  | awans                     |
| 1987  | I liga  | 6       | 21     | 18:17  |                           |
| 1988  | I liga  | 4       | 27     | 31:29  |                           |
| 1989  | I liga  | 1       | 34     | 29:15  | mistrzostwo               |
| 1990  | I liga  | 8       | 16     | 18:28  |                           |
| 1991  | I liga  | 6       | 25     | 21:23  |                           |
| 1992  | I liga  | 10      | 13     | 18:33  | spadek, finalista pucharu |
| 1993  | II liga | 4       | 29     | 31:22  |                           |
| 1994  | II liga | 8       | 18     | 26:34  |                           |
| 1995  | II liga | 3       | 27     | 26:25  |                           |
| 1996  | II liga | 4       | 26     | 36:33  |                           |
| 1997  | II liga | 7       | 18     | 24:31  |                           |
| 1998  | II liga | 7       | 25     | 24:28  |                           |
| 1999  | II liga | 6       | 23     | 24:24  |                           |
| 2000  | II liga | 3       | 34     | 38:23  |                           |
| 2001  | II liga | 2       | 37     | 43:21  | awans, finalista pucharu  |
| 2002  | I liga  | 4       | 25     | 18:19  |                           |
| 2003  | I liga  | 8       | 22     | 29:27  |                           |
| 2004  | I liga  | 10      | 15     | 13:30  | spadek, finalista pucharu |
| 2005  | II liga | 3       | 34     | 40:20  |                           |
| 2006  | II liga | 6       | 21     | 22:25  |                           |
| 2007  | II liga | 11      | 19     | 14:45  |                           |
| 2008  | II liga | 4       | 32     | 31:27  |                           |
| 2009  | II liga | 5       | 35     | 32:24  |                           |
| 2010  | II liga | 9       | 24     | 29:43  |                           |
| 2011  | II liga | 8       | 29     | 32:40  |                           |
| 2012  | II liga | 4       | 33     | 34:30  |                           |

| Oznaczenie kolorami |
| ------------------- |
| I poziom ligowy     |
| II poziom ligowy    |
| III poziom ligowy   |

## Sekcja siatkarska

### Medale, tytuły, trofea
- Mistrzostwa Islandii (5): 1989, 1991, 2010, 2011, 2018
- Puchar Islandii (7): 1991, 1992, 2010, 2011, 2012, 2015, 2016

### Bilans ligowy od sezonu 2003/2004
| Sezon     | Rozgrywki | Osiągnięcie | Mecze | Punkty | Sety  | Małe punkty |
| --------- | --------- | ----------- | ----- | ------ | ----- | ----------- |
| 2003/2004 | 2. delid  |             |       |        |       |             |
| 2004/2005 | 2. delid  | 1. miejsce  | 6     | 17     | 17:3  | 475:322     |
| 2008/2009 | 1. delid  | 2. miejsce  | 12    | 25     | 25:21 | 1007:1000   |
| 2009/2010 | 1. delid  | 1. miejsce  | 12    | 18     | 31:19 | 1131:1043   |